# Gerhard Nenning
Gerhard Nenning (Lech, 29 settembre 1940 – Bregenz, 22 giugno 1995) è stato uno sciatore alpino austriaco, vincitore di tre medaglie iridate, di una Coppa del Mondo di discesa libera e di numerose classiche dello sci alpino.

## Biografia

### Stagioni 1957-1963
Sciatore polivalente, Gerhard Nenning debuttò in campo internazionale in occasione dell'Otto Linher Memorial 1957 (Zürs, 7 aprile), dove si classificò 8º in slalom gigante, e ottenne il primo risultato di rilievo nel 1959, quando si piazzò al 2º posto nello slalom gigante dell'Internationalen Adelbodner Skitage disputato sulla Chuenisbärgli di Adelboden il 5 gennaio; nel 1961 fu 2º nella discesa libera del trofeo del Lauberhorn sulla pista Lauberhorn di Wengen (14 gennaio) e in quella della 3-Tre di Madonna di Campiglio e vinse lo slalom speciale sulla Ganslern di Kitzbühel, classificandosi anche 2º nella combinata dell'Hahnenkamm (20-21 gennaio), e lo slalom gigante del Grand Prix du Maurienne (La Toussuire, 19 marzo).
Nel 1962 vinse la combinata dell'Hahnenkamm di Kitzbühel del 20-21 gennaio, piazzandosi 3º sia nella discesa libera della Streif sia nello slalom speciale della Ganslern, e ai successivi Mondiali di Chamonix 1962, suo esordio iridato, vinse la medaglia d'argento nella combinata, quella di bronzo nello slalom speciale e fu 5º nella discesa libera e 8º nello slalom gigante; nel 1963 si aggiudicò lo slalom gigante della 3-Tre (Madonna di Campiglio, 2 febbraio) e lo slalom speciale e la combinata pre-olimpici di Innsbruck/Patscherkofel (15-17 febbraio).

### Stagioni 1964-1966

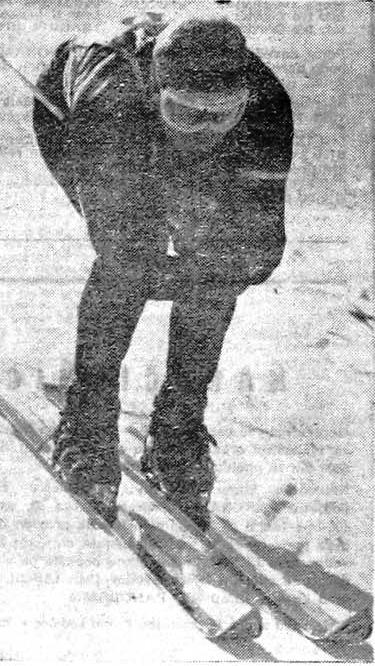
Nenning in gara nel 1965

Nella stagione 1963-1964, dopo aver vinto la combinata del Lauberhorn a Wengen (10-12 gennaio), partecipò ai IX Giochi olimpici invernali di Innsbruck 1964, suo debutto olimpico, classificandosi 7º nella discesa libera, 6º nello slalom gigante e 7º nello slalom speciale; vinse inoltre la medaglia d'argento nella combinata, disputata in sede olimpica ma valida solo ai fini dei Mondiali 1964.
Nel 1965 vinse lo slalom speciale e la combinata del'Arlberg-Kandahar (Sankt Anton am Arlberg, 15-17 gennaio); l'anno successivo si aggiudicò lo slalom speciale dello stesso trofeo, disputato a Mürren l'11-13 marzo, e partecipò ai Mondiali di Portillo 1966, piazzandosi 7º nella discesa libera, 13º nello slalom speciale e non completando lo slalom gigante.

### Stagioni 1967-1970
Nel 1967 Nenning prese parte alla prima stagione della Coppa del Mondo: esordì nella gara inaugurale del circuito, lo slalom speciale disputato a Berchtesgaden il 5 gennaio (11º) e ottenne il primo piazzamento a punti nella discesa libera della Lauberhorn di Wengen il 14 gennaio (10º). Nello stesso anno vinse la discesa libera della Coppa dei Paesi alpini (Badgastein, 12 febbraio).
Nella successiva stagione 1967-1968 s'impose nello slalom gigante del Criterium de la première neige (Val-d'Isère, 14 dicembre) e partecipò ai X Giochi olimpici invernali di Grenoble 1968, sua ultima partecipazione olimpica e iridata, dove si classificò 9º nella discesa libera e 8º nello slalom gigante. Quell'anno in Coppa del Mondo conquistò il suo trofeo più prestigioso, la Coppa del Mondo di discesa libera, grazie anche ai suoi unici tre successi nel circuito, nonché unici podi, ottenuti il 13 gennaio sulla Lauberhorn di Wengen (in quell'occasione vinse anche la combinata, non valida ai fini della Coppa del Mondo), il 20 gennaio sulla Streif di Kitzbühel e il 15 marzo ad Aspen, nell'ultima discesa libera della stagione valida anche per la Roch Cup; divenne così il primo sciatore austriaco ad aggiudicarsi una coppa di cristallo, con 15 punti di vantaggio in classifica sul francese Jean-Claude Killy. Tra le gare non valide ai fini della Coppa del Mondo, nel 1968 vinse anche la discesa libera del Bud Werner Memorial (Sun Valley, 22 marzo); si ritirò nel 1970 e l'ultimo piazzamento della sua attività agonistica fu il 9º posto ottenuto nella discesa libera di Coppa del Mondo disputata sulla Kandahar di Garmisch-Partenkirchen il 1º febbraio.

## Palmarès

### Mondiali
- 3 medaglie:
  - 2 argenti (combinata a Chamonix 1962; combinata a Innsbruck 1964)
  - 1 bronzo (slalom speciale a Chamonix 1962)

### Classiche
3-Tre
- 1 vittoria (slalom gigante a Madonna di Campiglio 1963)

Arlberg-Kandahar
- 3 vittorie (slalom speciale, combinata a Sankt Anton am Arlberg 1965; slalom speciale a Mürren 1966)

Criterium de la première neige
- 1 vittoria (slalom gigante a Val-d'Isère 1967)

Hahnenkamm
- 3 vittorie (slalom speciale a Kitzbühel 1961; combinata a Kitzbühel 1962; discesa libera[21] a Kitzbühel 1968)

Lauberhorn
- 3 vittorie (combinata a Wengen 1964; discesa libera[21], combinata a Wengen 1968)

Roch Cup
- 1 vittoria (discesa libera[21] ad Aspen 1968)

### Coppa del Mondo
- Miglior piazzamento in classifica generale: 4º nel 1968
- Vincitore della Coppa del Mondo di discesa libera nel 1968
- 3 podi (tutti in discesa libera):
  - 3 vittorie

#### Coppa del Mondo - vittorie
| Data            | Località  | Paese       | Specialità |
| --------------- | --------- | ----------- | ---------- |
| 13 gennaio 1968 | Wengen    | Svizzera    | DH         |
| 20 gennaio 1968 | Kitzbühel | Austria     | DH         |
| 15 marzo 1968   | Aspen     | Stati Uniti | DH         |

Legenda:

DH = discesa libera

### Campionati austriaci
- 15 medaglie[22][senza fonte]:
  - 2 ori (combinata nel 1963; discesa libera nel 1967)[23]
  - 9 argenti (slalom speciale nel 1960; slalom speciale, combinata nel 1962; discesa libera, slalom gigante, slalom speciale nel 1963; slalom speciale, combinata nel 1964; discesa libera nel 1965)
  - 4 bronzi (combinata nel 1960; slalom gigante nel 1962; combinata nel 1965; slalom gigante nel 1967)

### Campionati austriaci juniores
- 8 medaglie[22][senza fonte]:
  - 6 ori (combinata nel 1956; slalom gigante, slalom speciale, combinata nel 1957); slalom gigante/1, slalom gigante/2 nel 1958)
  - 2 argenti (discesa libera, slalom speciale nel 1956)